# Ґіорґі Саакадзе

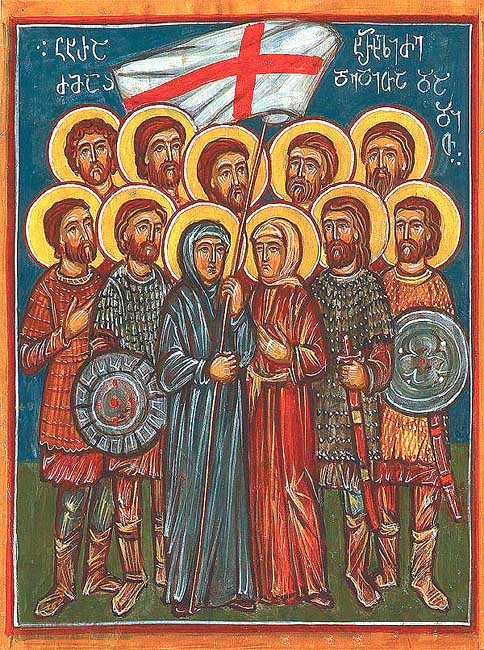

Ґіорґі Саакадзе (груз. გიორგი სააკაძე; 1570, с. Фелі — 3 жовтня 1629, Османська імперія) — полководець, військовий і політичний діяч Грузинського царства Картлі. Активний борець за об'єднання середньовічної Грузії, ще за життя удостоєний народом епітета «Великий» і тому більш відомий в історії, як Великий Моураві (груз. დიდი მოურავი). Є національним героєм Грузії.

## Про походження Ґіорґі Саакадзе
У XV-XVI столітті частина грузинської знаті, яка займала ключові, правлячі посади, поступово утворила княжий стан. У числі князів був і Моураві (намісник, губернатор) Тбілісі — Іване Саакадзе, і через нього рід Саакадзе розділився на дві гілки — дворянську і княжу: «… з року 1503 після Христа звуться Моураві й князями третього ступеня …» писав Іоанн Багратіоні в «описі княжих і дворянських прізвищ Грузії». Однак, Іване був названий князем ще раніше — в грамоті від 1462. Нащадки Іване були прозвані Моураві й іноді згадувалися як князі Саакадзе-Моураві, а його правнука Великий Моураві Ґіорґі Саакадзе, Моураві було подаровано як прізвище.
Рід Саакадзе мав маєтки в Тедзамській і Танській ущелинах та в околицях гори Разміті, при цьому резиденція князів Саакадзе знаходилася в селі Пелі, де стояв «… величний замок-фортеця, що розкинувся по обидва береги річки Тані, пов'язаний поверху парапетами і переходами, який і сьогодні називають замком Саакадзе» (Гвасалія Дж. «Історична географія східної Грузії»). Як резиденція князями Саакадзе використовувалася також фортеця Кікнатбері, а резиденція дворян Саакадзе знаходилася в селі Бобнаві.
У XVI столітті князі Саакадзе почали об'єднувати землі навколо села Носте з метою створення власного удільного князівства, а Моураві Тбілісі князь Сіауш Саакадзе переніс туди резиденцію. Цей процес завершив його син Ґіорґі, більш відомий як Великий Моураві. Саакадзе побудували в Носте родову фортецю, а в їх феодальних володіннях налічувалося близько 40 сіл.

## Особистість Ґіорґі Саакадзе
З молодості Ґіорґі Саакадзе — сподвижник царів Симона I (1556-1600), а потім Георгія X (1601-1606): начальник царської охорони; учасник всіх битв названих царів; супроводжував царя Симона I в турецькому полоні. За цей час добре зарекомендував себе як полководець і організатор: 
| «... І був Моураві Ґіорґі мужнім доблесним, сильним, відважним, безстрашним ...» (Царевич Вахушті. «Опис Грузинського царства») | 
| «... красномовний і проникливий, знається на своїй справі, а також вельми хоробрий. Був він воістину непереможний ратник: до якої б сторони ні приєднався - перемагав іншу, протилежну сторону. І, скосивши полчища супротивників, подібно траві, покривал ними поле брані ... »(Даврізеці Аракел. Книга історій) | 
| «Моураві воістину відважний, доблесний, тілом слону подібний, рідкісний молодець і силою дева володіє ... »(Наїма Мустафа. «Відомості про Грузію і Кавказ») |.
Про могутність Великого Моураві свідчать і родинні зв'язки з найвпливовішими феодалами того часу: сам він близько 1590 року одружився з Марех Арагвською — дочкою Нугзара — Арагвського Еріставі.
Луарсаб II отримав трон в дуже важкі для царства часи, бо «… була Картлі … вельми збідніла і знесилена …» (Бері Егнаташвілі. «Нове житіє Картлі») і перед царем стояли завдання подолання феодальної анархії і економічної розрухи. Великий Моураві енергійно взявся за зміцнення Картлі, спираючись не тільки на родичів, а й князів Беруку Джавахішвілі, Зазу Ціцішвілі, Тамаза Мачабелі, представників княжих прізвищ Кавтарашвілі, Германозашвілі, Авалішвілі, а також на дворянство Картлі. Утворилася «партія прихильників Саакадзе». Великий Моураві відновив фортеці, побудував мости і дороги, повернув на рідні місця втікачів, посилив і збагатив царство. Одночасно з будівництвом, Великий Моураві створив військо за типом черговиків. Молодь, досягаючи певного віку, проходила навчання в спеціально влаштованих таборах. Навчених відпускали, а їх місце займав новий заклик. За дуже короткий термін царство піднялося з руїн, зміцніло і озброїлося, що наочно проявилося в 1609 році під час Ташіскарської битви: Армія османів, що налічувала близько 60 000 воїнів, вдерлася в Картлі, але була розгромлена набагато меншими силами грузин під командуванням Великого Моураві: 
| « ... і почалася січа велика і там і сям, і з великою відвагою і доблестю схопилися з ворогом, навіть серед древніх героїв важко знайти таких, які б боролися подібно одному цареві, Моураві і всім грузинам ... »,« в цій битві вельми доблесно проявив себе цар Луарсаб і, особливо, Моураві. Дав Бог перемогу і побили багатьох ... » |. Перемогою в цій війні, Великий Моураві позбавив Картлі від спустошення і врятував життя Луарсабу II, і коли, через три роки, противники Моураві вимагали від царя погубити його, Луарсаб відповів: 
| «Не просіть мене більше погубити його ... У великому бою і в біді, хто йому подібний? Чи не на догоду йому буде сказано, але у великій війні врятував він мене від смерті. »(Бері Егнаташвілі. «Нове житіє Картлі») |.

## Боротьба Ірану за захоплення грузинських земель

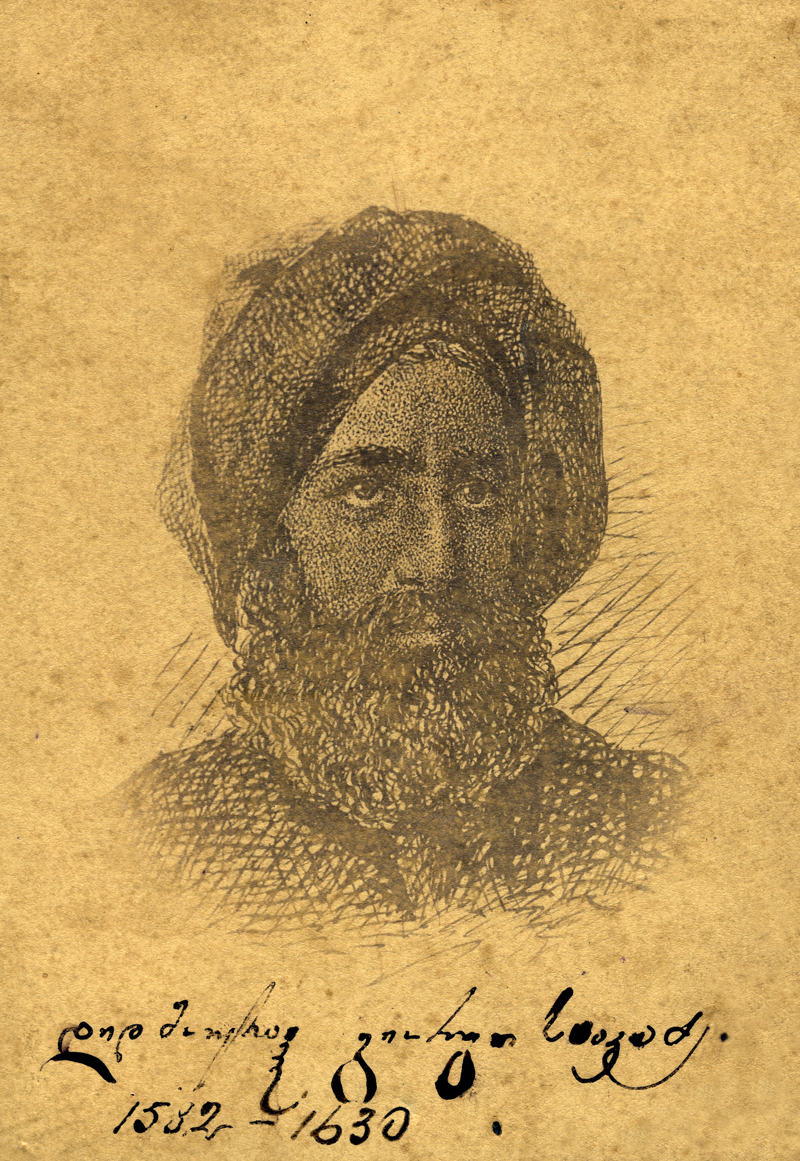
Ґіорґі Саакадзе, невідомий портрет

Укладений 1590 року мир з Туреччиною сильно утискав інтереси кизилбашського Ірану. Шах Аббас I, який сидів на іранському престолі, готувався до війни за відновлення іранського впливу в Закавказзі. Поява російських військ на узбережжі Каспійського моря, а також союз Московського і Кахетинського царів змусили іранський уряд поквапитися із здійсненням своїх загарбницьких планів. Аббас ставив перед собою завдання — повне знищення Грузії. Для втілення в життя цих задумів він з 1602 року, після відновлення війни з Османською імперією, створив у Картлі (в Лорі і Дебеді) кизилбашські ханства, а в Кахеті — Енісельскій султанат.
У 1605 році за наказом шаха були вбиті прихильники союзу з Московським царством — кахетинський цар Олександр II і його спадкоємець. Їх вбивцю — Костянтина, сина Олександра, вихованого на півдні Персії і прийнявшого магометанство, шах звів на кахетинський престол. Але кахетинці відмовилися визнати зрадника і батьковбивцю Костянтина своїм царем і повстали проти нього. Одночасно Тавада, які боролися за встановлення тісних зв'язків з Московією, таємно послали в Москву племінника царя Олександра, царевича Баграта.
Повсталі вбили узурпатора Костянтина. Ця обставина, як і відправлення царевича Баграта в Росію, змусили шаха тимчасово піти на поступки і затвердити в Східній Грузії християнських царів (1606): Теймураза I — в Кахетії, Луарсаба II — в Картлі.
Шаху не можна було зволікати. До цього часу Московське царство зуміло зміцнити своє внутрішньополітичне становище і знову готова була втрутитися в хід подій на Кавказі. Аббас I прагнув випередити московського царя і в найкоротший термін остаточно вирішити долю Грузії. Тому він в 1614, вже на наступний рік після укладення миру з Османською імперією, почав боротьбу за остаточне приєднання Грузинських земель до Ірану. Тривала підготовка до війни здавалася шахові Аббасу надійною гарантією того, що він легко знищить Картлійське і Кахетинське царства і створить на їхніх руїнах кизилбашські ханства. З цією метою шах Аббас зробив два великих походи в Східну Грузію.
У 1614 році шах розорив Кахеті, викрав в полон тисячі кахетинців і призначив правителем країни двоюрідного брага Теймураза, мусульманина Іса-хана. У той же час шахові за допомогою все того ж Шадімана Бараташвілі вдалося захопити Луарсаба II і відвезти його до Ірану.
Народ піднявся на боротьбу. У вересні 1615 Кахеті була охоплена повстанням, яким керували Нодар Джорджадзе і Давид Джандіері. Незабаром вогонь повстання перекинувся і в Картлі. Повсталі звернулися до Теймураза з пропозицією об'єднати під своєю царською владою Кахеті і Картлі. Погодившись, Теймураз вдерся в Шакі, після чого Шакі-Шірван приєднався до повсталих. Аббас I вислав проти Теймураза п'ятнадцятитисячне військо під начальством Алі Кулі-хана, але кахетинський цар, в розпорядженні якого було всього 6 тисяч вояків, завдав йому жорстокої поразки.
Повстання ширилося, приймаючи небезпечний для Ірану характер. Тому шах Аббас I, зібравши велике військо, навесні 1616 рушив в похід, щоб знищити Картлійсько-Кахетинське царство. Цілий рік тривала кровопролитна війна. Полчища кизилбашів і іранців топтали Грузинську землю. Повстання було придушене, але шахові Аббасу все ж не вдалося фізично знищити грузинський народ.
Через перську навалу населення Кахетинського царства скоротилося на дві третини. Близько 200 тисяч полонених кахетинців Аббас I переселив у різні області Ірану. Кахеті була розділена на дві частини: області, розташовані на схід від річки Іорі, передавалися правителю Ганджі, кизилбашу Пейкар-хану; землі ж, що лежали на захід — хану, який сидів в Картлі, Баграту. Спустошену країну він вирішив заселити туркменами.
Руйнування Кахеті, винищування і викрадення в рабство значної частини її населення дозволило дагестанським племенам спуститися з гір і захопити частину кахетинських земель. Так утворилися громади Джарі та Белакан (Белокани).

## Об'єднання Картлійского і Кахетинського царств

Пам'ятник Саакадзе в Тбілісі

За цей час Теймураз I з Імеретії перебрався спочатку в Мегрелію до Левана II Дадіані, а звідти до Османської імперії, де був прийнятий султаном, який дав йому у володіння землі в Самцхе і палац в приморському місті Гоніо, де і знаходився Теймураз. Моураві викликав його і звів на престол Кахеті та Картлі. Таким чином відбулося об'єднання Картлі й Кахеті в одну державу. Однак, Теймураз I був вельми норовливою людиною і це проявилося вже через кілька місяців. Шах Аббас I послав нове 80 000 військо, на чолі з Корчібаші Іса-ханом. Моураві розробив план їхнього розгрому, проте військова рада на чолі з Теймуразом I не тільки не приймнялає план Моураві, але навіть не довірила йому командування битвою, поклавши цей обов'язок на царя Теімураза I. Грузини зазнали поразки і Теймураз I, в черговий раз кинувши країну напризволяще, втік до Імеретію. Знову країна залишилася на Великого Моураві — він організував загони самооборони, почав партизанську війну, влаштовував раптові напади на іранські війська і, протягом року, знову звільнив Картлі та Кахеті.
Головною заслугою Великого Моураві перед Грузією є саме ця подія, бо кизилбаші були змушені назавжди відмовитися від планів переселення грузин. У них не залишилося сил, й відновити ці сили вони не змогли протягом 200 років.

## Еміграція до Османської імперії
Моураві зі своїми прихильниками і близькими, в їх числі були його син Автанділ, зяті Кайхосро Мухранбатоні та Іесе Еріставі-Ксанский, пішов в Самцхе, і провівши там зиму, навесні 1627 перейшов до Османської імперії. Прибулі до Стамбулу Моураві та його соратники були з великою пошаною прийняті султаном Мурадом IV, який подарував Великому Моураві Конійський вілаєт, один з найбільших в імперії. Настільки велику увагу султана, особливо дарування Конійського вілаєта, на який претендували багато турецьких феодалів, негайно породило заздрість придворної аристократії. За словами Мустафи Наїма «вони проявили заздрість». Натомість султан просив Моураві встати на чолі частини армії і втихомирити найбільш непокірну область імперії — Сохасту (Токату), а потім сприяти упокоренню інших провінцій. Вибору не було і Моураві приборкав Сохасту. Стамбул радів, святкуючи перемогу над доблесними і непокірними сохатійцами. Знову прогриміло ім'я Моураві на всьому Сході. Після приборкання Сохасти, Моураві отримав наказ йти на допомогу Хусрев-паші під Ерзурум. По дорозі до Ерзурум він під Каркутом вщент розбив іранців. Дізнавшись, що Моураві підійшов до Ерзурум, Абаза-паша вийшов і здався Моураві. Султан віддав Ерзурум Моураві.